# Manoir d'Arola
Le manoir d'Arola (finnois : Arolan kartano) est un manoir à Kylmäkoski dans la commune d'Akaa en Finlande

## Présentation
Le bâtiment principal du manoir d'Arola est construit en différentes phases dans la seconde moitié du XVIIIe siècle. La grange en pierre date de 1883. 
En 1952, l'architecture extérieure du bâtiment est uniformisée et les murs sont crépis. 
Un petit parc entoure le manoir.
La superficie du terrain est de 566,28 ha.
Il y a une maison de retraite le long de la route du manoir. 
Le paysage culturel du lac Kurisjärvi s'étend des deux côtés du manoir Arola. 
En 1945, Pirkko et Atte Arola fondent un atelier de tissage dans le manoir, qui devient le fabricant de tricots Arola Oy, qui fonctionnera jusqu'en 1990.